# NGC 7095
NGC 7095 је спирална галаксија у сазвежђу Октант која се налази на NGC листи објеката дубоког неба.
Деклинација објекта је - 81° 31' 53" а ректасцензија 21h 52m 24,8s. Привидна величина (магнитуда) објекта NGC 7095 износи 11,4 а фотографска магнитуда 12,1. Налази се на удаљености од 18,300 милиона парсека од Сунца. NGC 7095 је још познат и под ознакама ESO 27-1, FAIR 353, IRAS 21457-8145, PGC 67546.